# Macromitrium antarcticum
Macromitrium antarcticum là một loài rêu trong họ Orthotrichaceae. Loài này được C.H. Wright mô tả khoa học đầu tiên năm 1905.